# 布蘭達·李
布蘭達·梅·塔普利（Brenda Mae Tarpley，1944年12月11日—）， 专稱为布蘭達·李 （英語：Brenda Lee），是一位美国歌手，主要表演摇滚乐、流行音乐、乡村音乐和圣诞音乐。1957 年，12岁的她首次登上告示牌，并获得“炸药小姐”（Little Miss Dynamite）的绰号。她最為成功的歌曲包括《Sweet Nothin's》、《I’m Soon》、《I Want to Be Wanted》、《Speak to Me Pretty 》、《All Alone Am I》和《Losing You》。她于1958年录制的节日歌曲《Rockin' around the Christmas Tree》在2023年登上美国告示牌百大单曲榜榜首，使李成为有史以来登顶该排行榜最年长的艺人。
李在全球售出了超过1亿张唱片，是 20 世纪最成功的美国艺术家之一。她在20世纪 60 年代在美国取得的成功为她赢得了告示牌十年最佳女艺人的认可，也是上榜单曲最多的四位艺人之一，仅次于艾維斯·皮禮士利、披头四樂隊和雷·查尔斯。她获得的荣誉包括一项格莱美奖、四项NARM奖、三项NME奖和五项愛迪生獎。 她是第一位同时入选乡村音乐名人堂和摇滚名人堂的女性。 2023年，她被《滚石》杂志评为有史以来最伟大的歌手之一。